# Eburodacrys moruna
Eburodacrys moruna es una especie de escarabajo longicornio del género Eburodacrys, tribu Eburiini, subfamilia Cerambycinae. Fue descrita científicamente por Martins en 1997.

## Descripción
Mide 17,8 milímetros de longitud.

## Distribución
Se distribuye por Colombia.